# 沖縄サミット誕生秘話 -小渕恵三物語-
『沖縄サミット誕生秘話 -小渕恵三物語-』（おきなわサミットたんじょうひわ おぶちけいぞうものがたり）は、2000年に琉球放送ほかで放送されたテレビ番組である。

## 主な出演者
- 小渕岩太郎
- 大木徹
- 平良哲
- 國場幸昌
- 野中広務
- 小渕優子

## テーマ曲
- NEVER END （安室奈美恵）

## 放送局
- 琉球放送
- 群馬テレビ
- ほか

| スタブアイコン | サブスタブ | この項目は、まだ閲覧者の調べものの参照としては役立たない、テレビ番組に関連した書きかけの項目です。この項目を加筆・訂正などしてくださる協力者を求めています（P:テレビ/PJ:放送または配信の番組）。 |